# Flymojo
Fly Mojo Sdn Bhd (conhecida como Flymojo) foi uma companhia aérea regional planejada de propriedade do governo da Malásia. A nova operadora, anunciada em 2015, seria baseada no Aeroporto Internacional do Senai, em Johor, com um hub secundário no Aeroporto Internacional de Kota Kinabalu, em Sabah. No entanto, as companhias aéreas nunca partiram e o seu certificado de operador aéreo (AOC) expirou em 30 de maio de 2016 sem qualquer prorrogação solicitada pelas companhias aéreas.

## História
Em 17 de março de 2015, o Governo da Malásia anunciou a formação de uma 'transportadora de valor' na Langkawi International Maritime and Aerospace Exhibition (LIMA) 2015, visando o mercado de viagens da ASEAN e a região circundante. A companhia aérea havia planejado originalmente iniciar as operações em outubro de 2015, mas esse plano foi suspenso devido a problemas de financiamento e atrasos no programa CSeries da Bombardier.
De acordo com o vice-ministro dos Transportes, Aziz Kaprawi, a Flymojo vai melhorar a conectividade entre a Península da Malásia e Sabah e Sarawak . O posicionamento de seu hub no Aeroporto Internacional do Senai ajudará a transformar o aeroporto em um importante hub regional de aviação e logística. Ele também terá um papel fundamental no desenvolvimento de Iskandar Malaysia no Corredor Sul da Malásia.
Em 30 de maio de 2016, expirou o prazo para a Flymojo dar início ao processo que levaria à obtenção de um certificado de operador aéreo (AOC), sem que a empresa aérea solicitasse prorrogação. O Departamento de Aviação Civil da Malásia havia emitido anteriormente uma licença que permitia à Flymojo arrecadar fundos e adquirir aeronaves, mas atrasos na certificação do Bombardier CSeries significavam que a companhia aérea não tinha aeronaves — um pré-requisito para o prosseguimento de um pedido de AOC.

## Destinos
A companhia aérea planejava operar para os seguintes destinos na Malásia:
| Cidade        | Aeroporto                                | Começo | Fim | Notas |
| ------------- | ---------------------------------------- | ------ | --- | ----- |
| Jor Baru      | Aeroporto Internacional do Senai         |        |     | [ 5 ] |
| Kota Kinabalu | Aeroporto Internacional de Kota Kinabalu |        |     | [ 5 ] |

## Frota
A Flymojo assinou uma Carta de Intenções (LOI) com a Bombardier Aerospace para a venda e compra de 20 aeronaves CS100, com opção de 20 aeronaves CS100 adicionais. Este pedido, quando firmado, será avaliado em aproximadamente US $ 1,47 bilhão (RM5,44 bilhões), e pode aumentar para US $ 2,94 bilhões (RM10,87 bilhões) se a Flymojo exercer todas as opções.